# هالفوی، شهرستان آلن، کنتاکی
هالفوی (به انگلیسی: Halfway) یک منطقهٔ مسکونی در ایالات متحده آمریکا است که در شهرستان آلن، کنتاکی واقع شده‌است. هالفوی ۲۲۵٫۸۶ متر بالاتر از سطح دریا واقع شده‌است.